# 미나미쓰모리 중앙공원

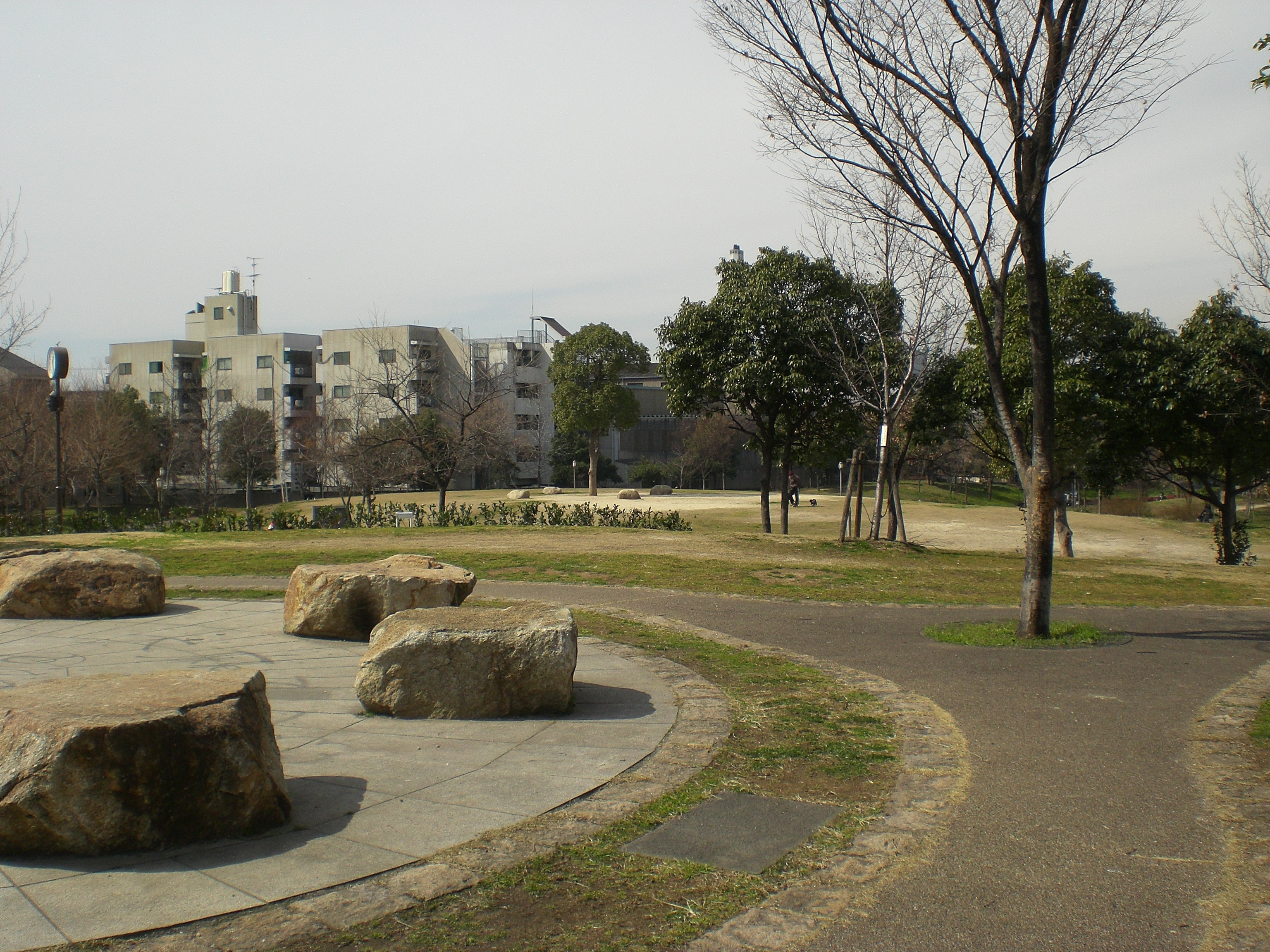
쓰키야마 위로부터의 모습.

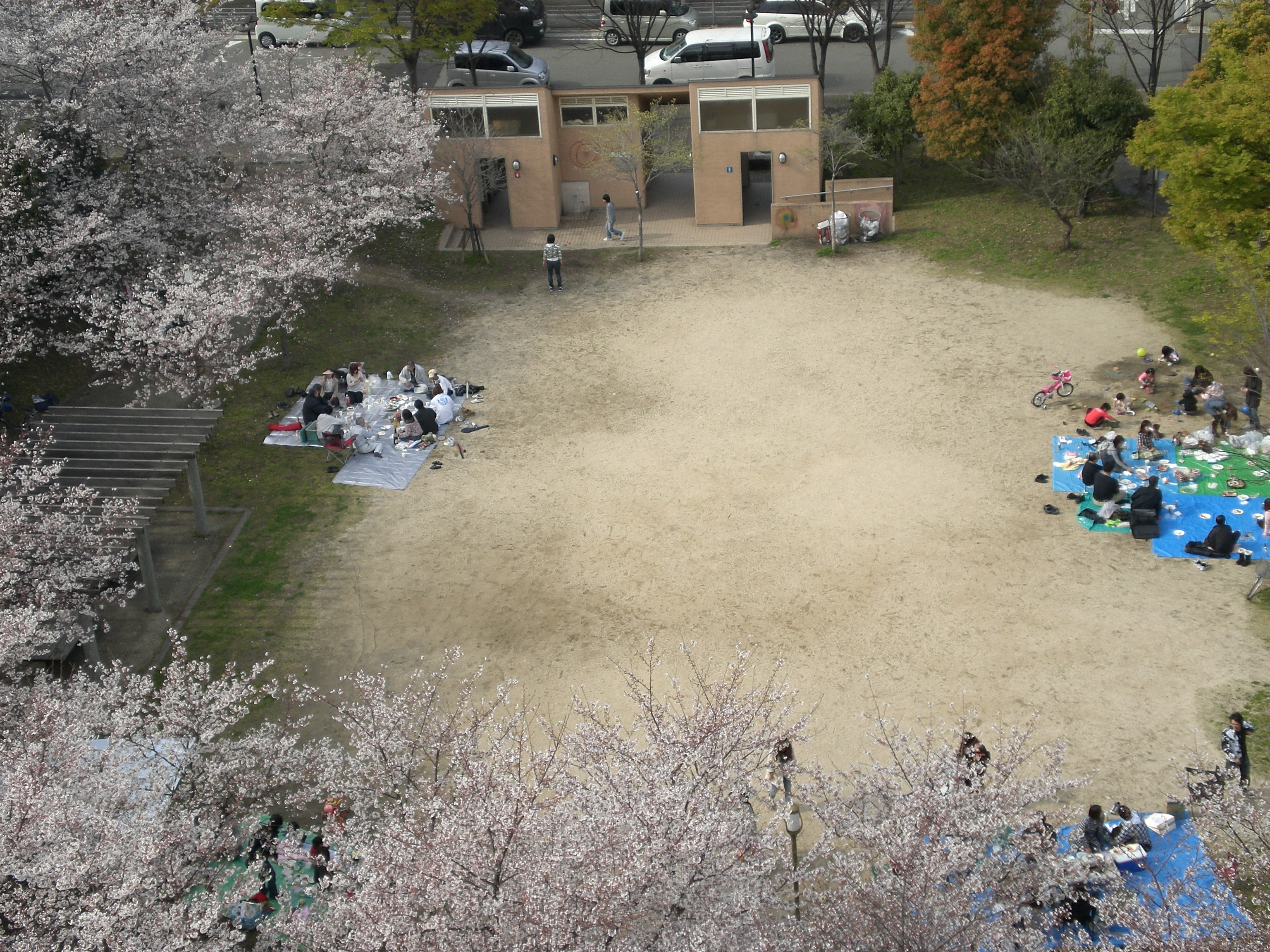
광장에서 꽃 구경을 하고 있는 모습.

미나미쓰모리 중앙공원(일본어: 南津守中央公園)은 오사카부 오사카시 니시나리구 미나미쓰모리 6, 7초메 일대에 위치하고 있는 공원이다.

## 개요
오사카시에서 직속으로 운영되어 있는 근린공원으로, 주요 설비는 어린이용 놀이 시설을 필두로, 그라운드, 석가산 등으로 구성되어 있다. 기존 골프 연습장의 부지를 활용하여 설치되었던 것으로 보이게 된다. 1998년 3월 31일 완공되었고, 연 면적은 27,722 평방미터이다.

## 교통편
- 오사카 시티버스(일본어판)가 미나미쓰모리 4초메, 조센쇼도리 정류장에 하차하여 도보로 5분 소요.
- 오사카 메트로 요쓰바시선 기타카가야 역에 하차하여도 도보로 10분이면 금방 올 수 있음.